# Орден Дружбы (Чехословакия)
Орден Дружбы (чеш.  Řád přátelství) — государственная награда Чехословацкой Социалистической Республики.

## История
Орден Дружбы был учрежден на основании Закона № 152/1976. Орден присуждался в общей сложности 96 раз. Впервые он был вручён в 1978 году Луису Карлосу Престесу, а в последний раз — Роальду Пископпелю в 1989 году.

## Статут
Орден дружбы вручался гражданам ЧСР за заслуги в установление, укрепление и развитие дружественных отношений с Чехословацкой Социалистической Республики, а также в развитии дружбы, сотрудничества и мирного сосуществования между народами.
Орденом Дружбы могли быть награждены граждане иностранных государств, которые способствовали установлению, укреплению и развитию дружественных отношений с Чехословацкой Социалистической Республики, особенно в политической, экономической, культурной, научной и научно-технической сферах, или тех, кто внёс значительный вклад в развитие дружбы, сотрудничества и мирного сосуществования между народами.
Награждённому вручался знак ордена, орденский диплом и орденская книжка.
Для повседневного ношения была предусмотрена орденская планка, обтянутая орденской лентой и украшенная гранёным гранатом в серебряной оправе.

## Описание знака ордена
Знак ордена изготавливается из позолоченного серебра 900 пробы и представляет собой пятиконечную стилизованную звезду с тупыми концами, состоящими из шести прямых лучей и украшенными тремя гранёными гранатами на концах каждый. В центре знака круглый медальон, инструктированный гранёными гранатами. Между лучей звезды по три крупных прямых штрала.
Знак ордена при помощи витого кольца подвешен к позолоченной прямоугольной планке с надписью: «ČSSR» (Чехословацкая Социалистическая Республика), которая в свою очередь крепиться к орденской ленте красного цвета 38 мм в ширину и 55 мм в длину. В центре ленты проходит вертикальная плоска с чередованием цветов чехословацкого государства: красный, белый, синий.